# Bolla (fisica)

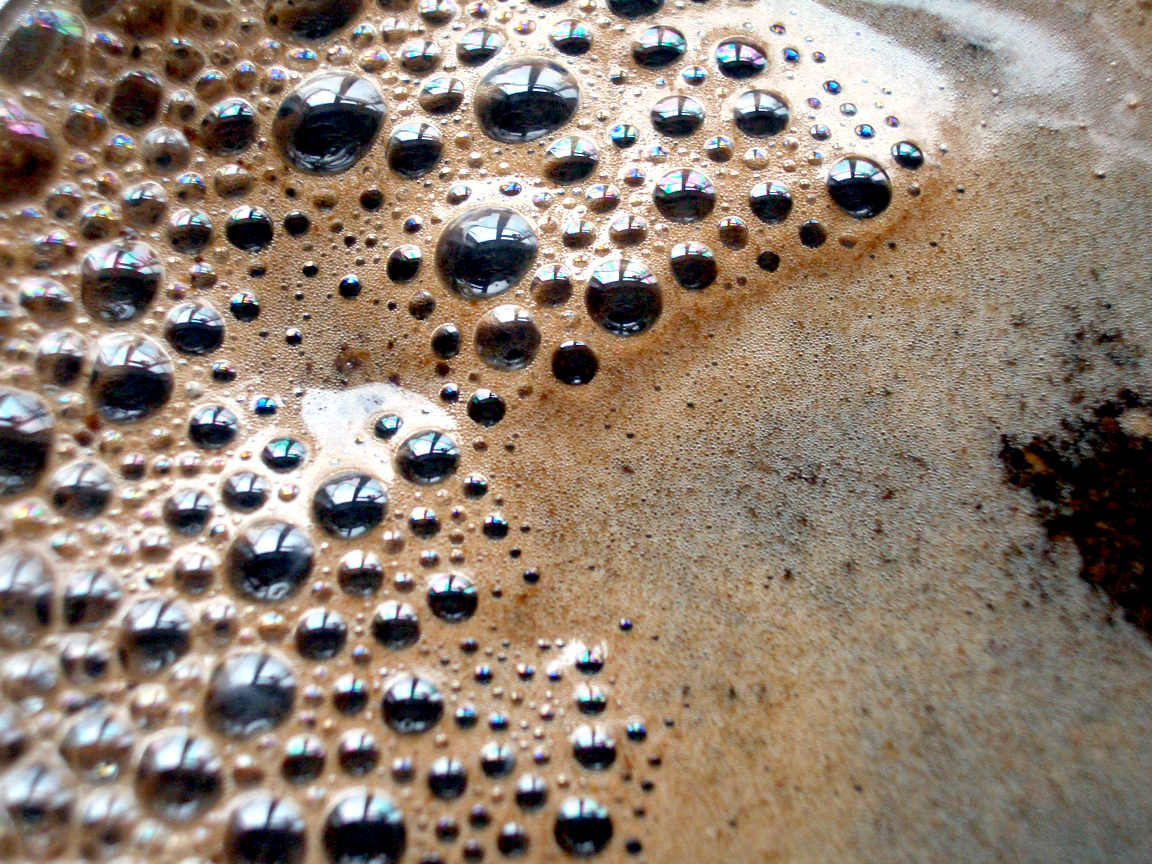
Bolle di aria in una tazzina di caffè.

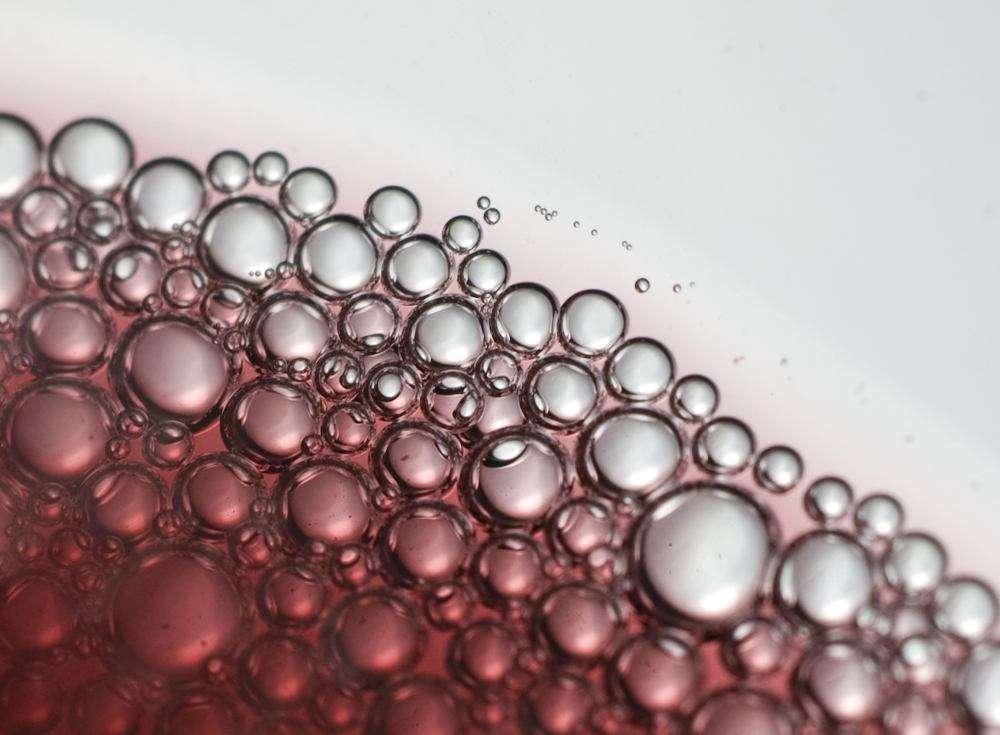
Bollicine in un vino rosso (Lambrusco Grasparossa di Castelvetro rosso).

Una bolla è una sacca di gas o di vapore immersa in un'altra sostanza, generalmente un fluido (liquido o gas).
Un tipo di bolla con cui si ha particolarmente familiarità è la bolla di sapone.

## Esempi di bolle e loro genesi
Le bolle possono essere generate attraverso diversi meccanismi.
Di seguito vengono indicati alcuni esempi di bolle e il meccanismo che li origina:
- le bolle di sapone: sono costituite da un sottile strato di acqua e sapone, stabilizzato dall'azione del tensioattivo che costituisce il sapone;
- le bollicine nelle bibite gasate: derivano dall'anidride carbonica disciolta all'interno della bibita; l'anidride carbonica rimane disciolta nella bibita grazie alla pressione esistente all'interno della bottiglia, ma quando il tappo viene aperto la pressione diminuisce (fino al valore della pressione ambiente) e l'anidride carbonica in eccesso si libera sotto forma di bollicine;
- le bollicine nell'acqua di una cascata: esse hanno origine dalla miscelazione dell'acqua con l'aria, che avviene durante la caduta dell'acqua;
- le bollicine nella spuma del mare: come nel caso delle cascate, hanno origine dalla miscelazione dell'acqua con l'aria, che in questo caso è dovuta all'azione delle onde;
- le bollicine che hanno origine in reazioni chimiche: in questo caso la formazione delle bollicine è dovuta al fatto che i reagenti sono allo stato liquido o solido, mentre i prodotti della reazione sono allo stato gassoso;
- la bolla d'aria all'interno di una livella: in questo caso la bolla è dovuto al parziale riempimento del contenitore;
- le bollicine in un pentolino di acqua bollente: in questo caso le bolle hanno origine dal fenomeno di ebollizione dell'acqua.

## Forma delle bolle

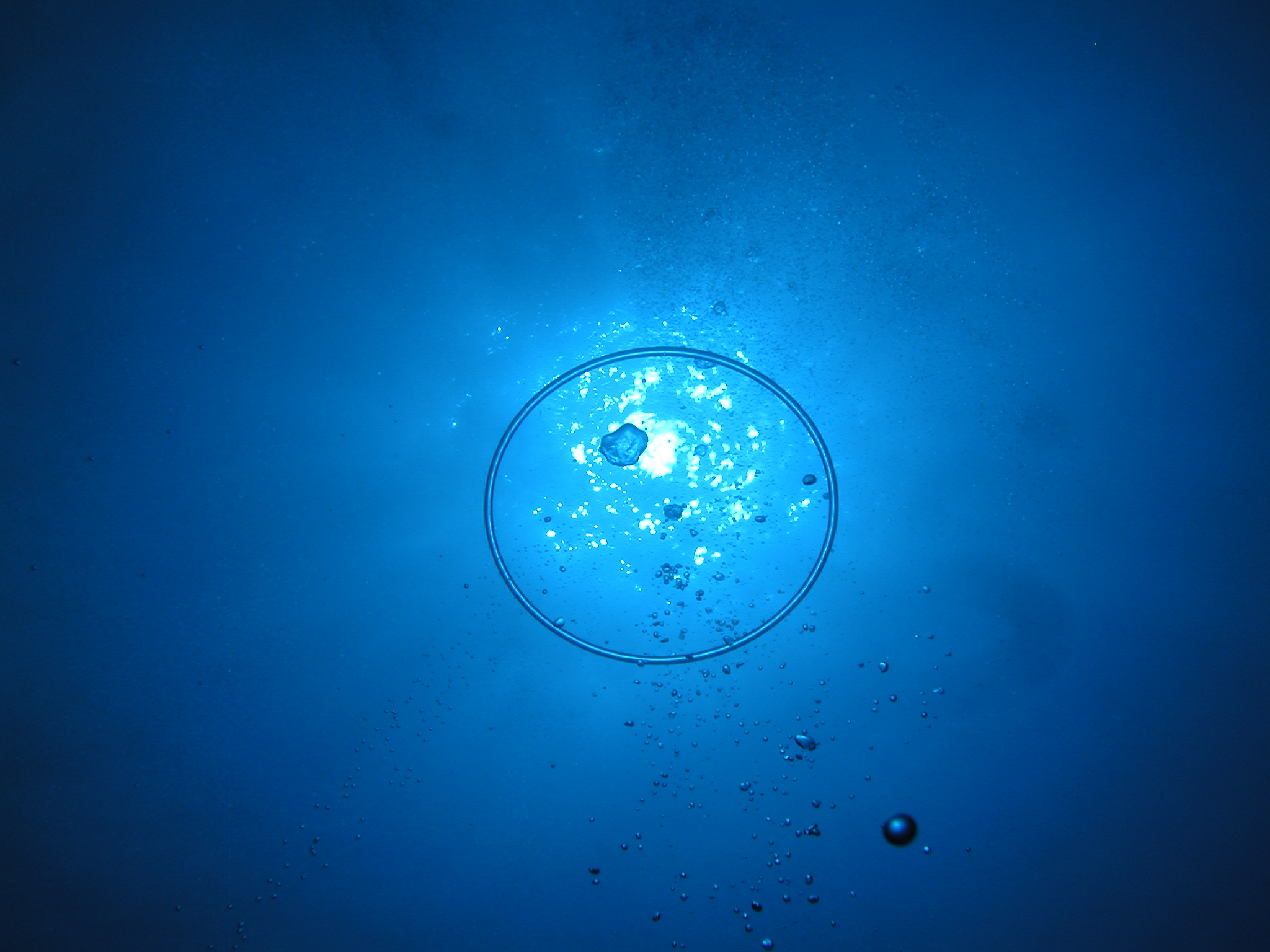
In genere le bolle presentano forma sferica, ma a seconda delle particolari condizioni fluidodinamiche possono presentarsi in forme insolite: in questa immagine ad esempio è visibile una bolla toroidale.

La bolla singolarmente, in un mezzo omogeneo e in condizioni di equilibrio, assume forma sferica; ciò è dovuto al fatto che la tensione superficiale consente, a parità di volume, la forma con la superficie esterna minore, che è rappresentata dalla sfera.
In generale, le bolle possono avere le forme più disparate, a seconda dell'entità delle forze che possono turbare l'aspetto sferico della bolla; in particolare bisogna anzitutto considerare le condizioni fluidodinamiche del mezzo in cui sono disperse le bolle. Ad esempio una bolla che risale attraverso un liquido può presentare una forma più o meno schiacciata a seconda di diversi fattori, tra cui: la velocità con cui risale, la viscosità del fluido che la circonda e la grandezza della bolla.
Nel caso in cui due o più bolle vengono a contatto, esse possono coalescere per formare una struttura più complessa; ad esempio due bolle uguali tra loro conservano la loro forma sferica lontano dalla loro zona di intersezione, che è costituita da un cerchio.

## Durata delle bolle
La durata delle bolle, la loro genesi, e le varie proprietà dipendono sia da parametri ambientali che da fattori intrinseci alle sostanze in gioco. Per questo motivo un'analisi approfondita di una bolla deve essere riferita al caso specifico e non può essere generalizzata.
Una formulazione teorica della dinamica di una bolla sferica immersa in un liquido infinito è ottenuta attraverso l'equazione di Rayleigh-Plesset.

## Tensione superficiale di una bolla piena
Indicando con {\displaystyle P_{i}} e {\displaystyle P_{e}} le pressioni interne ed esterne alla bolla, si ha che la tensione superficiale è legata alle pressioni dalla seguente relazione:
{\displaystyle P_{i}-P_{e}={2{\gamma } \over {r}}}
dove:
- {\displaystyle \scriptstyle \gamma } è la tensione superficiale (J/m² or N/m);
- r è il raggio della bolla (m).

## Applicazioni nell'ingegneria

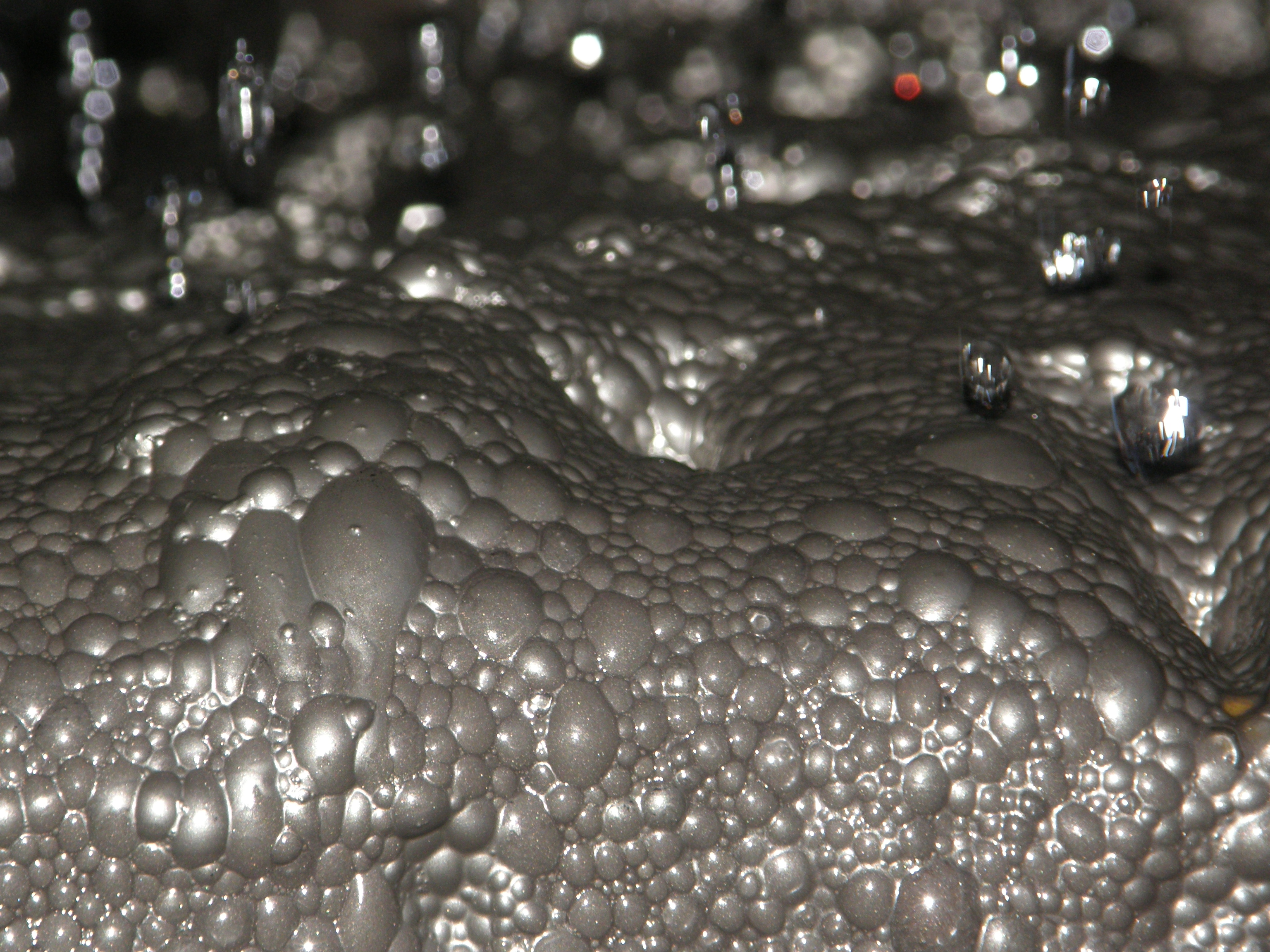
Utilizzo di bolle di aria in un impianto di flottazione per la produzione di rame.

Dal punto di vista ingegneristico, la superficie di una bolla costituisce l'interfaccia di separazione tra una "fase dispersa" (rappresentata dal gas o dal vapore all'interno della bolla) e una "fase continua" (rappresentata dal liquido che circonda la bolla).
Attraverso la superficie della bolla si può avere il trasferimento di massa (per diffusione) e di energia (ad esempio calore), per cui dal punto di vista termodinamico una bolla è un sistema aperto.
Le bolle possono quindi essere utilizzate in apparecchiature chimiche in cui è necessario effettuare lo scambio di materia e di energia tra una fase liquida e una fase gassosa. Un esempio in tal senso sono le colonne a bolle, in cui il gas viene iniettato dal basso dell'apparecchiatura attraverso un distributore, il quale presenta dei fori dai quali il gas fuoriesce sotto forma di bollicine, che risalendo lungo il liquido contenuto nell'apparecchiatura scambiano materia e energia con la fase liquida; le colonne a bolle possono essere utilizzate per effettuare l'operazione di assorbimento gas-liquido oppure come reattore bifase gas-liquido.
Un altro esempio di applicazione delle bolle in campo ingegneristico è il processo di flottazione, che sfrutta l'azione di trascinamento delle bolle per trasportare verso la superficie del pelo libero le particelle solide sospese nel liquido da trattare.
Le bolle vengono inoltre utilizzate nella camera a bolle, uno strumento di rivelazione di particelle elementari, costituito da un serbatoio all'interno del quale è presente un liquido surriscaldato. Quando una particella carica attraversa la camera a bolle, dà origine a delle perturbazioni che portano alla formazione delle bolle: in questa maniera è possibile rivelare particelle piccolissime grazie alla presenza delle bolle originatesi al suo passaggio.
Le bolle possono inoltre essere impiegate per produrre energia luminosa attraverso il fenomeno della sonoluminescenza.